# Eric Demunster
Eric Demunster, auch Eric De Munster (* 25. Februar 1943 in Poperinge; † 24. April 2023 in Waregem) war ein belgischer Radrennfahrer.

## Sportliche Laufbahn
Als Amateur bestritt er mit der belgischen Nationalmannschaft 1963 die Tour de l’Avenir. Er schied in dem Etappenrennen aus. 1963 wurde er Unabhängiger und gewann eine Etappe der Flandern-Rundfahrt für Unabhängige.
Von 1965 bis 1970 fuhr er als Berufsfahrer, er begann als Radprofi im Radsportteam Faema-Flandria. Dort und in seinen folgenden Teams fuhr er als Domestik. 1966 siegte er auf einer Etappe der Katalonien-Rundfahrt. 1966 wurde seine erfolgreichste Saison mit Siegen in den Eintagesrennen Omloop der Zuid-West-Vlaamse Bergen (auch 1967), De Kustpijl, St-Elooisprijs und in einigen weiteren Kriterien und Rundstreckenrennen. 1968 gewann er den Grand Prix d’Orchies vor Rolf Wolfshohl. Sein letzter Sieg gelang ihm 1970 im „Textielprijs Vichte“.
1967 wurde er Zweiter im Rennen Kuurne–Brüssel–Kuurne. In der Vuelta a España belegte er 1966 den 51. Rang im Endklassement.